# هدیه عروسی (جانوران)

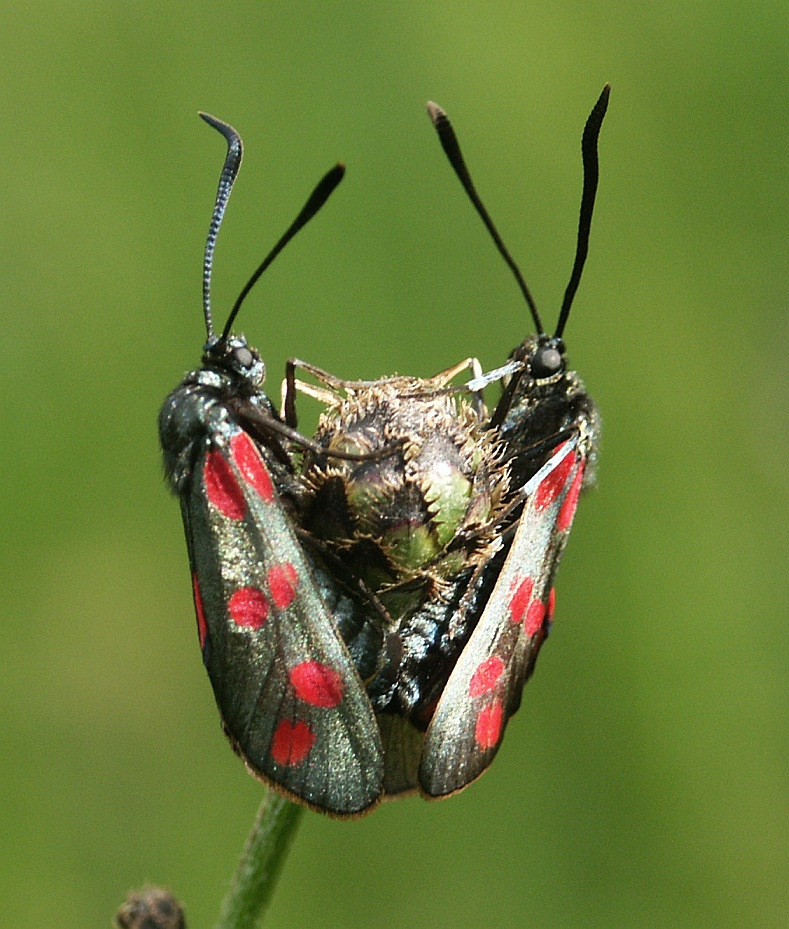
رشکک شش‌خال

هدیه عروسی (به انگلیسی: Nuptial gift)، یک هدیه تغذیه‌ای است که توسط یکی از شریک‌های جنسی در برخی از شیوه‌های تولیدمثل جنسی جانوران داده می‌شود.
به‌طور رسمی، هدیه عروسی ارائه مادی به گیرنده توسط اهداکننده در هنگام یا در رابطه با آمیزش جنسی است که صرفاً گامت و به منظور بهبود برازش تولیدمثلی اهداکننده نیست. اغلب، چنین هدیه‌ای تناسب اندام‌گیرنده را نیز بهبود می‌بخشد. این تعریف به هدایای خنثی، هدایای پرهزینه و هدایای سودمند در مورد برازش اندام در فرد گیرنده دلالت دارد.
هدیه‌های عروسی در تلاقی بین انتخاب جنسی، بوم‌شناسی تغذیه و نظریه تاریخ زندگی قرار دارد و پیوندی بین این سه ایجاد می‌کند.